# Lijst van afleveringen van Treme
Dit is een lijst met afleveringen van de Amerikaanse televisieserie Treme.

## Seizoen 1
| Nr. | Titel aflevering                | Uitzenddatum VS | Uitzenddatum NL  |
| --- | ------------------------------- | --------------- | ---------------- |
| 1   | Do You Know What It Means       | 11 april 2010   | 10 februari 2012 |
|     | Meet De Boys on the Battlefront | 18 april 2010   | 17 februari 2012 |
| 3   | Right Place, Wrong Time         | 25 april 2010   | 24 februari 2012 |
| 4   | At the Foot of Canal Street     | 2 mei 2010      | 2 maart 2012     |
| 5   | Shame, Shame, Shame             | 9 mei 2010      | 9 maart 2012     |
| 6   | Shallow Water, Oh Mama          | 16 mei 2010     | 16 maart 2012    |
| 7   | Smoke My Peace Pipe             | 23 mei 2010     | 23 maart 2012    |
| 8   | All on a Mardi Gras Day         | 6 juni 2010     | 30 maart 2012    |
| 9   | Wish Someone Would Care         | 13 juni 2010    | 6 april 2012     |
| 10  | I'll Fly Away                   | 20 juni 2010    | 13 april 2012    |

## Seizoen 2
| Nr. | Titel aflevering                        | Uitzenddatum VS | Uitzenddatum NL |
| --- | --------------------------------------- | --------------- | --------------- |
| 1   | Accentuate the Positive                 | 24 april 2011   | 20 april 2012   |
| 2   | Everything I Do Gohn Be Funky           | 1 mei 2011      | 28 april 2012   |
| 3   | On Your Way Down                        | 8 mei 2011      | 4 mei 2012      |
| 4   | Santa Claus, Do You Ever Get the Blues? | 15 mei 2011     | 11 mei 2012     |
| 5   | Slip Away                               | 22 mei 2011     | 18 mei 2012     |
| 6   | Feels Like Rain                         | 29 mei 2011     | 25 mei 2012     |
| 7   | Carnival Time                           | 5 juni 2011     | 1 juni 2012     |
| 8   | Can I Change My Mind?                   | 12 juni 2011    | 8 juni 2012     |
| 9   | What Is New Orleans?                    | 19 juni 2011    | 15 juni 2012    |
| 10  | That's What Lovers Do                   | 26 juni 2011    | 22 juni 2012    |
| 11  | Do Watcha Wanna                         | 3 juli 2011     | 29 juni 2012    |

## Seizoen 3
| Nr. | Titel aflevering                   | Uitzenddatum VS   | Uitzenddatum NL   |
| --- | ---------------------------------- | ----------------- | ----------------- |
| 1   | Knock with Me – Rock with Me       | 23 september 2012 | 23 september 2012 |
| 2   | Saints                             | 30 september 2012 | 30 september 2012 |
| 3   | Me Donkey Want Water               | 7 oktober 2012    | 7 oktober 2012    |
| 4   | The Greatest Love                  | 14 oktober 2012   | 14 oktober 2012   |
| 5   | I Thought I Heard Buddy Bolden Say | 21 oktober 2012   | 21 oktober 2012   |
| 6   | Careless Love                      | 28 oktober 2012   | 28 oktober 2012   |
| 7   | Promised Land                      | 4 november 2012   | 4 november 2012   |
| 8   | Don't You Leave Me Here            | 11 november 2012  | 11 november 2012  |
| 9   | Poor Man's Paradise                | 18 november 2012  | 18 november 2012  |
| 10  | Tipitina                           | 25 november 2012  | 25 november 2012  |

## Seizoen 4
| Nr. | Titel aflevering        | Uitzenddatum VS  | Uitzenddatum NL |
| --- | ----------------------- | ---------------- | --------------- |
| 1   | Yes We Can Can          | 1 december 2013  | 2013            |
| 2   | This City               | 8 december 2013  | 2013            |
| 3   | Dippermouth Blues       | 15 december 2013 | 2013            |
| 4   | Sunset on Louisianne    | 22 december 2013 | 2013            |
| 5   | ... To miss New Orleans | 29 december 2013 | 2013            |